# Myrinet
Myrinet es una red de interconexión de clusters de altas prestaciones. Sus productos han sido desarrollados por Myricom desde 1995.

## Características
Myrinet físicamente consiste en dos cables de fibra óptica, upstream y downstream, conectados con un único conector. La interconexión se suele realizar mediante conmutadores y encaminadores. Estos dispositivos suelen tener capacidades de tolerancia a fallos, con control de flujo, control de errores y monitorización de la red. Desde su creación se ha incrementado su rendimiento hasta alcanzar latencias de 3 microsegundos y anchos de banda de 10 Gbit/s:
- La primera generación de productos Myrinet obtenía anchos de banda de 512 Mbit/s
- La segunda de 1280 Mbit/s
- Myrinet 2000 obtiene 2 Gbit/s
- Myri-10G llega a los 10 Gbit/s, y puede interoperar con 10Gb Ethernet

Una de sus principales características, además de su rendimiento, es que el procesamiento de las comunicaciones de red se hace a través de chips integrados en las tarjetas de red de Myrinet (Lanai chips), descargando a la CPU de gran parte del procesamiento de las comunicaciones.
En cuanto al middleware de comunicación, la inmensa mayoría está desarrollado por Myricom. Destacan las librerías a bajo nivel GM y MX, con sus respectivas implementaciones de MPI MPICH-GM y MPICH-MX, y las implementaciones de Sockets de alto rendimiento Socktes-GM y Sockets-MX.

## Usos
Las especiales características de Myrinet hacen que sea altamente escalable, gracias a la tecnología existente de conmutadores y routers, y su presencia en el tramo de clusters de gran tamaño es importante. Muchos de los supercomputadores que aparecen en el TOP500 utilizan esta tecnología de comunicación.
Por ejemplo, los supercomputadores que forman parte de la Red Española de Supercomputación (dos de los cuales, Magerit y Marenostrum, están incluidos en el TOP500) utilizan Myrinet como red de interconexión para el paso de mensajes MPI.